# Донецька обласна організація НСПУ
Донецька обласна організація НСПУ — Одна з найстаріших письменницьких організацій України. Створена восени 1924 року в м. Артемівськ (нині — Бахмут) на базі літоб'єднання (керівник — О. П. Селівановський), яке гуртувалося довкола  журналу «Забой». Ініціаторами створення були нині відомі письменники Борис Горбатов, Володимир Сосюра, Юрій Чорний-Діденко, Іван Ле, Павло Беспощадний. 1934 року організація стала обласною філією новоствореної у республіці Спілки письменників України. Перед початком Другої світової війни тут було 7 членів СПУ та два кандидати. Майже усі вони загинули у війну. Із деокупацією Донеччини у 1944 році почалося відновлення організації, для чого з Києва до Донецька були відряджені письменники Андрій Клоччі та Павло Байдебура. Останній став першим головою осередку у повоєнну добу.
До 2014 року діяло обласне літературне об'єднання, а також творчі об'єднання у містах Горлівка, Єнакієве, Маріуполь та ін. Щороку під егідою НСПУ відбувалися творчі наради з молоддю, видавався літературний журнал «Донбас» (колишній «Забой»). В Дебальцевому проводився фестиваль «Срібні дзвони» пам'яті Володимира Сосюри. Вручалися обласні літературні премії ім. П. Байдебури та ім. Г. Кривди. Було розроблено проєкт літпремії ім. А. Косматенко, підготовлено до друку перших два томи багатотомної антології «Сучасна бібліотека Донбасу».
У листопаді 2014 року приміщення організації у центрі Донецька захопили представники проросійських збройних формувань. Відтоді офіс в обласному центрі тимчасово не функціонує. Але на тоді ще вільних від окупантів територіях, у Маріуполі, Покровську, Добропіллі, збиралися творчі об'єднання, проводилися літературні фестивалі «Покровський ЛІТфест», «Любіть Україну» ім. В. Сосюри. Готувалася до друку антологія «На лінії розмежування». З початком масштабної російської агресії у лютому 2022 року чимало письменників виїхали на підконтрольні Україні території, з частиною на окупованих територіях втрачено зв'язок. Кілька письменників загинули в окупації. В організації, яка нараховувала до війни понад півсотні членів, на обліку залишилося менше десяти.
Є намір відновити обласну літературну премію ім. В. Сосюри.

## Голова
- Павло Байдебура 1944—1958, 1965—1968
- Іван Мельниченко
- Анатолій Кравченко 1984—1991
- Станіслав Жуковський 2001—2011
- Павло Кущ 2011—2019
- Микола Сіробаба з листопада 2019

## Члени
1. Алимов Сергій Олександрович з 25.03.1997
2. Андрєєва (Папуш) Анастасія Дмитрівна з 27.10.2016
3. Астахов Леонід Минайович з 01.10.1996, ????
4. Гавришевська (Бугір) Наталія Сергіївна з 27.05.2002, ????
5. Гененко Анатолій Тимофійович з 21.10.1986, ????, помер?
6. Гладкий Віталій Дмитрович з 23.03.1993, ????
7. Глущенко Володимир Андрійович з 26.03.2015
8. Гончаров Єгор Іванович з 18.01.1974, ????
9. Горбатенко Сергій з 29.05.2025
10. Грибанов Геннадій Васильович з 07.02.2011, у Довіднику НСПУ-2023, немає, 2022 p. евакуювався до Львова
11. Григоров Микита Анатолійович з 29.04.2014, у Довіднику НСПУ-2023 немає, ????
12. Доценко Юрій Тимофійович з 19.09.1995
13. Забірко Віталій Сергійович з 22.12.1992, ????
14. Зав'язкін Олег Володимирович з 29.05.2006, ????
15. Карабєн-Фортун Катерина Геннадіївна з 27.10.2016
16. Ключова Майя Олександрівна (Яривчук) з 19.10.2021, у Довіднику НСПУ-2023 немає, ????
17. Ковальська Наталія Валеріївна з 18.10.2018
18. Кондратьєв Володимир Вікторович з 14.04.1996, ????
19. Кривобок Богдан з 25.04.2024
20. Куликов Олександр Петрович з 26.10.2013, у Довіднику НСПУ-2023 немає, ????
21. Куралех Світлана Степанівна з 19.09.1995, ????
22. Кущ Павло Вікторович з 17.10.2002
23. Лаврентьєва Олена Хомівна з 16.03.1971, ????
24. Ластовенко Борис Якович з 11.04.1975, ????
25. Логачов Віктор Степанович з 31.05.1979, ????
26. Лукашева Анна  з 15.02.2012, ????
27. Максименко Олег Леонідович з 05.05.2023[2]
28. Мороз Геннадій Аркадійович з 21.02.1984
29. Новосьолов Микола Миколайович з 17.02.1998, ?
30. Оліференко Вадим Володимирович з 30.09.1997, ?
31. Писарева Наталія Валентинівна з 19.09.2000, ????
32. Рибинець Василь Родіонович з 19.11.1986, ????
33. Романько Валерій Іванович з 30.06.2005
34. Руденко Віктор Петрович з 14.12.1983, ????
35. Самойленко (Новікова-Бемм) Любов Костянтинівна м. Горлівка, з 29.04.2014, у Довіднику НСПУ-2023 немає, ????
36. Свенцицька Еліна Михайлівна з 27.05.2002, евакуювалася
37. Сіробаба Микола Васильович з 23.09.2010
38. Соболь Валентина Олександрівна з 12.11.1998
39. Сопільник Анатолій Миколайович з 05.11.1999, ????, ?
40. Старусєв Микола Іванович з 24.09.2009, ????
41. Хаткіна Марія Олександрівна з 29.05.2006, ????
42. Чиркін Олексій Андрійович з 26.05.1981
43. Чубенко Василь Павлович з 27.05.2002
44. Шепіло Віктор Михайлович з 16.11.1990, ????
45. Щуров Геннадій Леонідович з 29.04.1974, ????
46. Яровий Олександр Вікторович з 19.06.2001

Вибули:
1. Баль Євген Миколайович з 03.12.2015, помер після тортур окупантами 02.04.2022
2. Бєлаш Борис Федорович з 28.05.1974, у 2022 р. етапований до РФ в Сизрань
3. Білий Іван Омелянович з 21.10.1975, помер 17.12.2019
4. Білоус Анатолій Васильович з 29.01.1982, помер в червні 2016
5. Бондарчук Петро Федотович з 20.01.1970, помер 2022 р. в окупації
6. Борота Віктор Степанович з 17.01.1990, помер 06.05.2022
7. Бутунаєв Валерій (Булат) Олексійович з 19.10.1987, помер 03.08.2007
8. Гайворонський Петро Євгенович з 03.12.2015, помер 25.05.2024
9. Жуковський Станіслав Віталійович з 26.05.1981, помер 15.01.2020 в окупованому Донецьку
10. Загнітко Анатолій Панасович з 07.02.2011, перейшов на облік Вінницької ОО НСПУ
11. Заготова Світлана Миколаївна з 22.09.1998, з 2014 на обліку Київської міської організації
12. Золотарьов Георгій Анатолійович з 12.09.1983, помер 16.12.2006
13. Калиниченко Володимир Григорович з 13.06.1995, помер 05.12.2018
14. Кир'яков Леонтій Несторович з 30.05.1978, помер 11.08.2008
15. Кіор Валерій Іванович з 16.04.1992, помер в липні 2023 в окупації
16. Кравченко Анатолій Іванович з 29.12.1967, помер 11.10.2020
17. Мельниченко Іван Максимович з 28.11.1961, помер 10.10.2016 в окуповавному Донецьку
18. Мироненко Анатолій Антонович з 02.09.2003, помер 24.08.2009
19. Наумов Анатолій Іванович з 15.04.1983, у 2019 р. переїхав до Вінниці і став на облік тамтешньої обласної організації НСПУ
20. Пеунов Вадим Костянтинович з 28.11.1961, помер 19.01.2020
21. Радьков Дмитро Пилипович з 21.03.1996, помер 5.10.2008
22. Слющинський Богдан Васильович з 27.05.2002, загинув 09.04.2022 в Маріуполі
23. Сміщенко Микола Єгорович з 09.12.1993, помер 2023 р.
24. Солдатов Віталій Іванович з 30.01.2001, помер 2004
25. Катрич (Сугалова) Тетяна Іванівна з 19.06.2001, перейшла на облік Запорізької ОО НСПУ
26. Харакоз Наталія Георгіївна з 22.09.1998, загинула 29.03.2022 в Маіруполі
27. Хаткіна Наталія Вікторівна з 28.12.1988, померла 14.08.2009
28. Хижняк Микола Васильович з 29.03.2001, помер 15.07.2009[3]